# اوکیوبلو
اوکیوبلو (به ایتالیایی: Occhiobello) یک کومونه در ایتالیا است که در استان روویگو واقع شده است. اوکیوبلو ۳۲٫۶۲ کیلومتر مربع مساحت و ۱۱٬۱۹۹ نفر جمعیت دارد و ۸ متر بالاتر از سطح دریا واقع شده است.

## خواهرخوانده
شهرهای رنینگن و منسی خواهرخوانده‌های اوکیوبلو هستند.